# Pityohyphantes palilis
Pityohyphantes palilis là một loài nhện trong họ Linyphiidae.
Loài này thuộc chi Pityohyphantes. Pityohyphantes palilis được Ludwig Carl Christian Koch miêu tả năm 1870.